# James Warburg
Pour les articles homonymes, voir Warburg (homonymie).
James Paul Warburg (18 août 1896 - 3 juin 1969) est un banquier américain et conseiller financier de Franklin D. Roosevelt, fils de Paul Warburg.

## Biographie
Il atteindra une certaine notoriété pour la citation suivante : Nous aurons un gouvernement mondial, que cela nous plaise ou non. La question est seulement si nous l'aurons par consentement ou par conquête. (17 février 1950, au Comité des affaires étrangères du Sénat des États-Unis).
Il a été membre du Council on Foreign Relations
Henry Makow le désigne, sans preuve, comme le véritable auteur de l'ouvrage polémiste signé du nom de plume Sydney Warburg Les Ressources du national-socialisme, trois conversations avec Hitler. L’ouvrage fit pourtant l’objet d’un démenti indigné de sa part en 1949, sous la forme d'une déclaration signée (affidavit).

## Publications
- The Money Muddle, Knopf (1934).